# 松田邦紀
松田 邦紀（まつだ くにのり、1959年4月27日 - ）は、日本の外交官。香港大使兼総領事や、駐パキスタン特命全権大使等を経て、2021年から2024年まで駐ウクライナ特命全権大使。ただし、2022年に始まったロシア・ウクライナ戦争が激化してからは、一時、隣国ポーランドのジェシュフに設置された連絡事務所を拠点に執務を行っていた。

## 人物・経歴
福井県出身。1982年東京大学教養学部教養学科卒業、外務省入省。1983年-1986年ロシア語研修(米国・ソ連)、在ソ連日本国大使館などを経て、1996年在アメリカ合衆国日本国大使館一等書記官、1998年在ロシア日本国大使館参事官、2001年外務省大臣官房海外広報課長、2003年日本国際問題研究所主任研究員兼研究調整部長を務めた。
2004年に外務省欧州局ロシア課長、2007年に在イスラエル日本国大使館公使、2010年にデトロイト総領事を務め、2013年には人事院へ出向して公務員研修所副所長を務める。
2015年から香港大使兼総領事を務め、林鄭月娥香港特別行政区行政長官の訪日実現に尽力するなどした。2018年駐パキスタン特命全権大使。
2021年駐ウクライナ特命全権大使を拝命。ただし2022年3月から10月にかけては、戦争激化のため首都キーウ（キエフ）を離れて隣国ポーランドのジェシュフ連絡事務所に駐在し、対応に当たっていた。
2024年9月に駐ウクライナ大使を離任（後任は中込正志）。
2025年1月28日、フクビ化学工業の顧問（社外非常勤）に4月1日付けで就任することが発表された。

## 栄典
- 功労勲章（ウクライナ語版）(3等) - 2023年9月4日[12]

## 同期入省
- 秋葉剛男（21年国家安全保障局長・18年外務事務次官）
- 伊藤伸彰（16年ウズベキスタン大使）
- 岡浩（21年エジプト大使・19年マレーシア大使・16-17年トルコ大使）
- 斎木尚子（17年外務省研修所長・15年国際法局長）
- 嶋崎郁（20年ヨルダン大使・17年チェコ大使）
- 能化正樹（21年駐スウェーデン大使・18年駐エジプト大使）
- 髙岡望（21年カメルーン大使）
- 髙瀨寧（21年ラトビア大使・17年メキシコ大使・14年中南米局長）
- 林肇（20年英国大使・19年内閣官房副長官補・17年ベルギー大使）
- 引原毅（19年ウィーン代表部大使・15年ラオス大使）
- 藤村和広（22年フィンランド大使・18年キューバ大使）
- 星山隆（22年ボツワナ大使）
- 柳秀直（20年ドイツ大使・17年ヨルダン大使）
- 新井辰夫（18年セネガル大使・15年ジブチ大使）
- 岩藤俊幸（17年ジンバブエ大使）
- 倉光秀彰（21年モロッコ大使・18年コートジボワール大使）
- 中山泰則（20年ギリシャ大使）
- 平木塲弘人（18年外務省研修所副所長）
- 山田淳（2021年カザフスタン大使・2018年アルメニア大使）
- 山本条太（21年オマーン大使・19年関西担当大使・16年フィンランド大使）